# Ліза Паус
Елізабет «Ліза» Паус (нім. Lisa Paus; нар. 19 вересня 1968) — німецька політична діячка. Міністерка у справах сім'ї, літніх громадян, жінок та молоді Німеччини в уряді Олафа Шольца з 25 квітня 2022 року. Призначена на посаду 14 квітня 2022 року, змінила на посаді Анне Шпігель, яка оголосила про свою відставку 11 квітня 2022 року.